# 1878 a jogalkotásban
1878-ban az alábbi jogszabályokat alkották meg:

## Magyarország

### Törvények
- 1878. évi I. törvénycikk Az 1873. évi XXXIV. törvénycikk 3. §-ában megállapitott határidőnek, valamint a Horvát-Szlavonországok beligazgatási költségei fedezésére meghatározott százalék érvényének meghosszabbitásáról
- 1878. évi II. törvénycikk A diósgyőri vasgyár költségeinek fedezéséről
- 1878. évi III. törvénycikk Az 1878. évi első negyedében viselendő közterhekről és fedezendő államkiadásokról szóló 1877. évi XXX. törvénycikk hatályának 1878. évi május 31-ik napjáig kiterjesztése iránt
- 1878. évi IV. törvénycikk Az 1867. évi XIV. és XVI. törvénycikkek, az 1869. évi II. törvénycikk, és az osztrák-magyar Lloyddal 1871. november 18-án kötött postaszerződés hatályának ideiglenes meghosszabitásáról, valamint az osztrák nemzeti bankkal szemben a tényleges állapotnak ideiglenes fentartásáról
- 1878. évi V. törvénycikk A magyar büntetőtörvénykönyv a büntettekről és vétségekről
- 1878. évi VI. törvénycikk A réz-váltópénz szaporitásáról
- 1878. évi VII. törvénycikk A szőlőbirtok után járt, és az 1868. évi XXIX. törvénycikk által megszüntetett tartozások bejelentési határidejéről
- 1878. évi VIII. törvénycikk Az 1877. évi közösügyi költségekre a magyar korona országai által pótlólag fizetendő összegekről
- 1878. évi IX. törvénycikk A közösügyi bizottságok által rendkivüli hadi költségekre megszavazott 60 milliónyi hitel Magyarországra eső részének fedezéséről
- 1878. évi X. törvénycikk A polgárositott szerb-bánsági és román-bánsági volt határőrezredek területén fekvő s eddig adómentes erdők, és a román-bánsági volt határőrezred területén fekvő eddig adómentes havasi legelők ideiglenes megadóztatásáról
- 1878. évi XI. törvénycikk A volt magyar keleti vasut-társulat részvényeinek beváltására kitüzött határidő meghosszabbitásáról
- 1878. évi XII. törvénycikk A fővárosi közmunkák tanácsa és az osztrák cs. kir. szab. államvasut-társaság között, a budapesti nagy körutnak a nevezett vasuttársaság budapesti indóháza környékén leendő kiépitése iránt kötött egyezségben elvállalt fizetési kötelezettség teljesitéséről
- 1878. évi XIII. törvénycikk Az 1867. évi XIV. és XVI. törvénycikkek, az 1869. évi II. törvénycikk, és az osztrák-magyar Lloyddal 1871 november 18-án kötött postaszerződés hatályának ideiglenes meghosszabbitásáról, valamint az osztrák nemzeti bankkal szemben a tényleges állapotnak ideiglenes fentartásáról
- 1878. évi XIV. törvénycikk Az 1878. évi május 31. napjáig viselendő közterhekről és fedezendő államkiadásokról szóló 1878. évi III. törvénycikk hatályának 1878. évi junius 30. napjáig kiterjesztése iránt
- 1878. évi XV. törvénycikk A közmunka- és közlekedési ministeri tárcza részére, az 1877. évre szükségesekké vált pótkiadások iránt
- 1878. évi XVI. törvénycikk Az 1876. évi XLVI. törvénycikk A) VI. fejezetének 9. cziménél és XX. fejezetének némely czimeinél szükségesekké vált tulkiadások elszámolásáról, és azok fedezésének jóváhagyásáról
- 1878. évi XVII. törvénycikk Az 1878. évi államköltségvetésről
- 1878. évi XVIII. törvénycikk  A Francziaország-, Olaszország- és Németországgal kötött vám- és kereskedelmi szerződések hatályának meghosszabbitásáról
- 1878. évi XIX. törvénycikk  Azon arányról, a melyben a magyar korona országai az 1867. évi XII. törvénycikkben közöseknek elismert államügyek terheihez hozzájárulnak
- 1878. évi XX. törvénycikk A magyar korona országai és Ő Felsége többi királyságai és országai közt kötött vám- és kereskedelmi szövetségről
- 1878. évi XXI. törvénycikk Az osztrák-magyar vámterület általános vámtarifájáról
- 1878. évi XXII. törvénycikk A magyar korona országainak és Ő Felsége többi királyságai és országainak kormányai közt, a részvénytársaságok, biztositó társaságok, közkereseti és iparszövetkezetek kölcsönös bebocsátása iránt létrejött egyezményről
- 1878. évi XXIII. törvénycikk A czukoradóról
- 1878. évi XXIV. törvénycikk A szeszadóról
- 1878. évi XXV. törvénycikk Az osztrák-magyar bank létesitéséről és szabadalmáról
- 1878. évi XXVI. törvénycikk A szabadalmazott osztrák nemzeti bankot cselekvőleg illető 80 millió forint államadósságot illetőleg kötendő egyezmény iránt
- 1878. évi XXVII. törvénycikk Az "osztrák-magyar Lloyd" gőzhajózási vállalattal kötött hajózási és postaszerződésről
- 1878. évi XXVIII. törvénycikk Az 1871. évi LV. törvénycikk alapján inditandó birtokrendezési eljárás bélyeg- és illetékmentessége iránt
- 1878. évi XXIX. törvénycikk Versecz sz. kir. város központi választmánya által 1878. évre elkésve kiigazitott országgyűlési képviselőválasztók névjegyzékének kivételes összeállitásáról
- 1878. évi XXX. törvénycikk Az 1873. évi XXXIV. törvénycikk 3. §-ában megállapitott határidőnek, valamint a Horvát-Szlavonországok beligazgatási költségei fedezésére meghatározott százalék érvényének meghosszabbitásáról szóló 1878. évi I. törvénycikk hatályának kiterjesztéséről
- 1878. évi XXXI. törvénycikk Az 1868. évi XL. törvénycikk 11. és 13. szakaszai rendelkezésének, illetőleg a hadsereg és haditengerészet hadi létszámának és a monarchia két államára nézve megállapitott ujonczjutalék mennyiségének az 1879. év végeig való fentartása tárgyában
- 1878. évi XXXII. törvénycikk Az 1879. évi első negyedében viselendő közterhekről és fedezendő államkiadásokról
- 1878. évi XXXIII. törvénycikk A megyék 1879. évi közigazgatási-, árva- és gyámhatósági kiadásainak fedezéséről
- 1878. évi XXXIV. törvénycikk Az 1879. évben kiállitandó ujoncz- és póttartaléki jutalékok megajánlása tárgyában
- 1878. évi XXXV. törvénycikk  Az 1875. évi XLIX. és 1877. évi IX. törvénycikkek módositásáról
- 1878. évi XXXVI. törvénycikk A német birodalommal 1878. évi deczember 16-án kötött kereskedelmi szerződésről